# Gare centrale de Hanau
La gare centrale de Hanau (en allemand : Hanau Hauptbahnhof) est une gare ferroviaire allemande, située au centre de la ville de Hanau dans le land de Hesse.

## Service des voyageurs

### Desserte
Liaisons directes à partir de la gare vers Francfort-sur-le-Main, Cassel, Stuttgart, Munich, Berlin, Linz, Bâle, Cologne, Nuremberg et Vienne.
La gare est desservie par les lignes S8 et S9 du S-Bahn Rhin-Main.